# Савада, Усимаро
Усимаро Савада (яп. 沢田 牛麿 Савада Усимаро, 6 февраля 1874 — 29 января 1958) — японский государственный деятель, губернатор префектур Хоккайдо (1927—1929), Фукуока (1922—1923), Исикава (1921—1922), Сага (1919—1921) и Аомори (1918—1919), член Палаты пэров Японии (1939—1947).

## Биография
Родился в деревне Нуносида в префектуре Коти (ныне район города Коти) как старший сын Сэйити Савады, вассала даймё Тосы. В 1899 году окончил юридический факультет Токийского императорского университета. В ноябре того же года поступил на службу в Министерство армии, где вошёл в секретариат министерства. После этого занимал такие должности, как советник военного министерства, преподаватель полицейского учебного центра и советник Министерства внутренних дел. После перешёл в офис правительства префектуры Токио, а позже служил суперинтендантом полиции в генерал-губернаторстве Кореи и директором отдела внутренних дел префектуры Кагосима.
В октябре 1918 года стал губернатором префектуры Аомори. После этого последовательно занимал посты губернатора префектур Сага, Исикава и Фукуока. В апреле 1927 года был назначен губернатором префектуры Хоккайдо и оставался на этом посту до июля 1929 года, когда вышел в отставку.
28 августа 1939 года был назначен в Палату пэров, где состоял до тех пор, пока Палата не была упразднена 2 мая 1947 года. Также занимал должность директора угольной шахты Нагато. Умер 29 января 1958 года в возрасте 83 лет.

## Семья
Старшая дочь, Цуру Савада, вышла замуж за Ёсисукэ Дои, директора Южно-Маньчжурской железной дороги.